# Gulfport-Biloxi International Airport

i7
i11
i13
Der Gulfport-Biloxi International Airport (IATA-Code: GPT, ICAO-Code: KGPT, FAA-LID: GPT) ist der sowohl zivil als auch militärisch genutzte Flughafen der Städte Gulfport und  Biloxi im Harrison County im US-Bundesstaat Mississippi.

## Lage und Verkehrsanbindung
Der Gulfport-Biloxi International Airport befindet sich fünf Kilometer nordöstlich des Stadtzentrums von Gulfport und 18 Kilometer westlich des Stadtzentrums von Biloxi. Er liegt vollständig auf dem Gebiet von Gulfport. Der U.S. Highway 49 verläuft zwei Kilometer westlich des Flughafens und kreuzt drei Kilometer nordwestlich des Flughafens die Interstate 10. Zusätzlich verläuft der U.S. Highway 49 vier Kilometer südlich des Flughafens.

## Geschichte
Der Flughafen wurde ursprünglich 1942 von der United States Army Air Forces als Trainingsstätte für das Air Training Command genutzt. Der damals Gulfport Army Airfield genannte Flughafen wurde am 7. Juli 1942 eröffnet. Mit dem Ende des Krieges und der Inanspruchnahme durch das Militär, wurde der Flughafen am 31. Januar 1946 in den Reserve-Status gesetzt und 1949 für die zivile Nutzung freigegeben. Anfang der 1950er Jahre begannen Southern Airways und später National Airlines den Flughafen anzufliegen. Aufgrund des kalten Krieges wurde auch wieder eine militärische Nutzung des Flughafens als Gulfport Air Force Base beschlossen und die Air Base am 16. Juli 1951 offiziell eröffnet. 1977 gründeten die Städte Gulfport und Biloxi gemeinsam mit dem Harrison County die Gulfport-Biloxi Regional Airport Authority, welche den Flughafen seitdem betreibt.
Im August 2005 zerstörte der Hurrikan Catrina fast alle Gebäude des Flughafens, so dass der Flughafen und die Terminals bis 2011 für 287 Mio. US-Dollar wiederaufgebaut werden mussten.

## Fluggesellschaften und Ziele
Der  Gulfport-Biloxi International Airport wird von fünf Fluggesellschaften genutzt. Delta Air Lines fliegt ausschließlich nach Atlanta, während American Airlines nach Dallas/Fort Worth und Charlotte fliegt. Zusätzlich bedient United Airlines Houston–Intercontinental. Außerdem fliegt Allegiant Air nach Orlando–Sanford und saisonal nach Nashville. Sun Country Airlines fliegt saisonal nach Minneapolis/Saint Paul.

## Verkehrszahlen
| Jahr | Fluggastaufkommen | Luftfracht (Tonnen) | Flugbewegungen |
| ---- | ----------------- | ------------------- | -------------- |
| 2019 | 775.001           | -                   |                |
| 2018 | 734.461           | -                   |                |
| 2017 | 662.868           | -                   | 46.666         |
| 2016 | 619.042           | -                   | 48.325         |
| 2015 | 644.705           | -                   | 51.301         |
| 2014 | 662.428           | -                   | 49.131         |
| 2013 | 736.902           | -                   | 53.952         |
| 2012 | 766.087           | -                   | 73.432         |
| 2011 | 782.023           | -                   | 61.888         |
| 2010 | 893.572           | -                   | 85.265         |
| 2009 | 800.742           | -                   | 58.061         |
| 2008 | 974.861           | -                   | 54.545         |
| 2007 | 911.263           | -                   | 52.379         |
| 2006 | 797.845           | 11                  | 56.571         |
| 2005 | 770.848           | 15                  | 105.409        |
| 2004 | 873.378           | 19                  | 115.275        |
| 2003 | 857.888           | 11                  | 109.295        |
| 2002 | 799.516           | 12                  | 112.897        |
| 2001 | 839.883           | 16                  | 94.744         |
| 2000 | 949.229           | 32                  | 123.152        |
| 1999 | 705.365           | 37                  | 110.149        |
| 1998 | 379.746           | 20                  | 95.741         |
| 1997 | 354.833           | -                   | -              |
| 1996 | 224.429           | -                   | -              |
| 1995 | 228.069           | -                   | -              |

### Verkehrsreichste Strecken
| Rang | Stadt                             | Passagiere | Fluggesellschaft |
| ---- | --------------------------------- | ---------- | ---------------- |
| 01   | Atlanta, Georgia                  | 133.620    | Delta            |
| 02   | Dallas/Fort Worth, Texas          | 49.580     | American         |
| 03   | Charlotte, North Carolina         | 43.000     | American         |
| 04   | Houston–Bush, Texas               | 40.550     | United           |
| 05   | Orlando–Sanford, Florida          | 10.110     | Allegiant        |
| 06   | Fort Myers, Florida               | 3.660      | Sun Country      |
| 07   | Austin, Texas                     | 3.150      | Sun Country      |
| 08   | Minneapolis/Saint Paul, Minnesota | 1.670      | Sun Country      |
| 09   | Houston–Hobby, Texas              | 40         | k. A.            |
| 10   | San Antonio, Texas                | 30         | k. A.            |